# Mateo Pavlović
Mateo Pavlović (Mostar, 9 de junho de 1990) é um futebolista profissional croata que atua como defensor.

## Carreira
Mateo Pavlović começou a carreira no NK Zagreb.